# Presidio de Fronteras de los Apaches
El presidio de Fronteras de los Apaches o presidio de Santa Rosa de Corodéguachi fue un presidio fundado en 1693 en Fronteras, en el Estado de Sonora, México.  

## Historia
Fundado en 1693 para la Compañía Volante de Sonora por mandato del virrey Gaspar de la Cerda y Mendoza, conde de Galve, y gobernador Juan Isidro de Pardiñas. Se trataba de una pequeña dotación de 50 efectivos para el apoyo del sistema de misiones de los jesuitas y auxilio a los colonos dispersos de la zona de Sonora frente a los ataques de los apaches. En 1709 es nombrado capitán Martín Ibárbaru. En 1726 el gobernador de Nueva Vizcaya, Martín de Alday manda el arresto de Gregorio Álvarez de Turón y Quirós, alcaide del presidio, tras la denuncia del comerciante de Baviácora Domingo Berroeta. Los militares encargados son fundamentalmente vascos, como Juan Bautista de Anza, nacido en el Presidio de Fronteras. En 1726 el ya carismático Juan Bautista de Anza I es nombrado Capitán del presidio. Tras la revuelta en la Pimería Alta de 1751, en 1754 fue nombrado capitán su cuñado, Gabriel Antonio de Vildósola. En 1762 se realiza una campaña contra los indios seri con las guarniciones procedentes de los presidios de Fronteras, Tubac, Altar y Janos. En 1775 José Joaquín Moraga, teniente del presidio de Fronteras, marcha junto a Anza a la segunda expedición a la Alta California. En 1776 queda recogido en los planos del ingeniero José Urrutia, que se encuentran en la Biblioteca Nacional Británica. En 1776 una dotación acude en socorro del presidio de Santa Cruz de Terrenate (Tombstone, Arizona) tras la primera batalla de Terrenate  por mandato de Hugo O'Conor Cunco y Fali.
Con la orden del Reglamento e instrucción para los presidios que se han de formar en la línea de frontera de la Nueva España, resuelto por el rey nuestro señor en cédula de 10 de septiembre de 1772 ideada por José de Gálvez y Gallardo se reordenan los presidios, de tal manera que el del Frontera se traslada a San Bernardino de Fronteras (Condado de Cochise, Arizona). Tras la vuelta de la dotación militar en 1780 es abandonado en una fecha desconocida. En 1793 entre la población asentada se encontraban censados setenta y siete Chiricahuas y Gilas.

## Descripción
Constaba de los edificios para la guarnición militar, el de capitanía, la misión o iglesia y dependencias auxiliares. De acuerdo con la ilustración de John Russell Bartlett (1860) el presidio se encontraba en el promontorio de la actual Fronteras y la población se organizada en la ladera. Además contaba con acequias de riego para los cultivos que abastecían a la población. Los edificios se construyeron en adobe con tejado y vigas en madera y barro.
Como testimonio del Presidio se halla una galería erróneamente llamada cueva de Gerónimo, excavada en la ladera, que fue el lugar de retención del jefe apache Cochise en 1848, con uso turístico y en pésimo estado de conservación. La Puerta del Presidio está catalogada como Monumento Histórico de Sonora con número de ficha I-26-00519 en el Registro Público de Monumentos y Zonas Arqueológicas.